# Zjanna Block
Zjanna Block (Oekraïens: Жанна Блок), geboren als Zjanna Tarnopolska; eerste huwelijk Zjanna Pintoesevytsj (Nizjyn, 6 juli 1972) is een Oekraïense sprintster. Ze werd wereldkampioene op zowel de 60 m, 100 m als de 200 m. Ze nam driemaal deel aan de Olympische Spelen, maar won geen olympische medailles.

## Biografie

### Eerste successen
Haar eerste succes behaalde Block in 1991 met het winnen van de 100 m en de 200 m op de Europese juniorenkampioenschappen in het Griekse Thessaloniki. Twee jaar later verbeterde ze in Moskou het wereldrecord voor neo-senioren op de 50 m tot 6,09 s.
In 1996 maakte Zjanna Block haar olympisch debuut. Op de 100 m bereikte zij de finale, waarin zij achtste werd, terwijl zij op de 200 m in de kwartfinale strandde. Een jaar later won ze op de wereldkampioenschappen in Athene haar eerste outdoor wereldtitel. Op de 200 m versloeg ze met een tijd van 22,32 de Sri-Lankaanse Susanthika Jayasinghe (zilver; 22,39) en de Jamaicaanse Merlene Ottey (brons; 22,40). Een aantal dagen eerder moest ze op de 100 m genoegen nemen met een zilveren medaille achter de Amerikaanse Marion Jones, die met 10,83 twee honderdste seconde sneller was. Op de Olympische Spelen van 2000 in Sydney behaalde zij zowel op de 100 m als de 200 m de finale. Op de 100 m werd ze vijfde (11,20), op de 200 m achtste (22,66).

### Grootste prestatie
De grootste prestatie van haar atletiekcarrière leverde Block in 2001. Op de WK in Edmonton versloeg ze op de 100 m tweevoudig wereldkampioene Marion Jones in een persoonlijk record van 10,82. Deze tijd zou ze hierna nooit meer verbeteren. Wel liep ze het jaar erop tijdens de Nacht van de Atletiek met 10,83 de snelste tijd ooit op dit kampioenschap gelopen.
Op de Olympische Spelen van 2004 in Athene nam ze deel aan de 100 m en de 4 x 100 meter estafette. Op de 100 m sneuvelde ze in de halve finale met een tijd van 11,23 s. Het Oekraïense estafetteteam, bestaande uit Zjanna Block, Tetjana Tkalitsj, Maryna Maydanova en Iryna Kozjemjakina, werd in de eerste ronde uitgeschakeld met een tijd van 43,77 en eindigde hiermee op een dertiende plaats.

### Mark Block
Toen ze nog getrouwd was met de hordeloper Igor Pintoesevitsj, ontmoette zij op de WK van 1993 in Stuttgart Mark Block. Die werd haar trainer en sinds 1999 is ze met hem getrouwd. Samen trainden ze veelvuldig op de start, zelfs binnenshuis.

### Doping
Haar naam zou volgens The Guardian voorkomen op de lijst met vijftien topatleten, vijf baseball-spelers en zeven Americanfootballspelers, die voorzien werden van doping door het BALCO laboratorium in San Francisco. Het schandaal dat mede uit deze publicatie voortkwam, raakte bekend als de BALCO-affaire.

## Titels
- Wereldkampioene 100 m - 2001
- Wereldkampioene 200 m - 1997
- Wereldindoorkampioene 60 m - 2003
- Europees indoorkampioene 60 m - 1992
- Oekraïens kampioene 100 m - 1994, 1995
- Sovjet-indoorkampioene 60 m - 1992
- Europees juniorkampioene 100 m - 1991
- Europees juniorkampioene 200 m - 1991

## Persoonlijke records
Outdoor
| Onderdeel | Prestatie | Datum           | Plaats   |
| --------- | --------- | --------------- | -------- |
| 100 m     | 10,82 s   | 6 augustus 2001 | Edmonton |
| 200 m     | 22,17 s   | 9 juli 1997     | Monachil |

Indoor
| Onderdeel | Prestatie | Datum           | Plaats     |
| --------- | --------- | --------------- | ---------- |
| 50 m      | 6,09 s    | 2 februari 1993 | Moskou     |
| 60 m      | 7,04 s    | 14 maart 2003   | Birmingham |
| 100 m     | 11,34 s   | 4 februari 2002 | Tampere    |

## Palmares

### 60 m
- 1992:  EK indoor - 7,24 s
- 1993:  WK indoor - 7,21 s
- 2003:  WK indoor - 7,04 s
- 2006: 6e WK indoor - 7,19 s

### 100 m
Kampioenschappen
- 1991:  EK U20 - 11,35 s
- 1993:  Europacup - 11,29 s
- 1994:  EK - 11,10 s
- 1994:  Europacup - 11,26 s
- 1994: 5e Grand Prix Finale - 11,16 s
- 1995: 5e WK - 11,07 s
- 1996: 8e OS - 11,14 s
- 1997:  WK - 10,85 s
- 1998: 4e EK - 10,92 s
- 1998: 4e Grand Prix Finale - 11,15 s
- 1998: 4e Wereldbeker - 11,08 s
- 1999: 4e WK - 10,95 s
- 2000: 5e OS - 11,20 s
- 2000:  Grand Prix Finale - 11,16 s
- 2001:  WK - 10,82 s
- 2003:  WK - 10,99 s
- 2003: 6e Wereldatletiekfinale - 11,27 s

Golden League-podiumplekken
- 1998:  Bislett Games – 11,06 s
- 1998:  Weltklasse Zürich – 11,07 s
- 2000:  Meeting Gaz de France – 11,09 s
- 2000:  Bislett Games – 10,93 s
- 2001:  Meeting Gaz de France – 10,96 s
- 2001:  Bislett Games – 11,05 s
- 2001:  Weltklasse Zürich – 11,16 s
- 2001:  Memorial Van Damme – 10,99 s
- 2002:  Memorial Van Damme – 10,90 s

### 200 m
Kampioenschappen
- 1991:  EK U20 - 23,56 s
- 1994:  EK - 22,77 s
- 1995: 8e Grand Prix Finale - 23,21 s
- 1996: 8e in ¼ fin. OS - 23,68 s (in serie 23,15 s)
- 1997:  WK - 22,32 s
- 1998:  EK - 22,74 s
- 1998:  Wereldbeker - 22,35 s
- 2000: 8e OS - 22,66 s
- 2003: 4e WK - 22,92 s

Golden League-podiumplekken
- 1999:  Bislett Games – 22,66 s
- 2002:  Memorial Van Damme – 22,24 s

1983 Marlies Göhr ·
1987 Silke Gladisch ·
1991 Katrin Krabbe ·
1993 Gail Devers ·
1995 Gwen Torrence ·
1997 Marion Jones ·
1999 Marion Jones ·
2001 Zjanna Block ·
2003 Torri Edwards ·
2005 Lauryn Williams ·
2007 Veronica Campbell-Brown ·
2009 Shelly-Ann Fraser-Pryce ·
2011 Carmelita Jeter ·
2013 Shelly-Ann Fraser-Pryce ·
2015 Shelly-Ann Fraser-Pryce ·
2017 Tori Bowie ·
2019 Shelly-Ann Fraser-Pryce · 
2022 Shelly-Ann Fraser-Pryce · 
2023 Sha'Carri Richardson
1983 Marita Koch ·
1987 Silke Gladisch ·
1991 Katrin Krabbe ·
1993 Merlene Ottey ·
1995 Merlene Ottey ·
1997 Zjanna Block ·
1999 Inger Miller ·
2001 Debbie Ferguson ·
2003 Anastasia Kapatsjinskaja ·
2005 Allyson Felix ·
2007 Allyson Felix ·
2009 Allyson Felix ·
2011 Veronica Campbell-Brown ·
2013 Shelly-Ann Fraser-Pryce ·
2015 Dafne Schippers ·
2017 Dafne Schippers ·
2019 Dina Asher-Smith ·
2022 Shericka Jackson ·
2023 Shericka Jackson